# 贾祖璋
贾祖璋（1901年9月24日—1988年7月3日），浙江省海宁县黄湾镇人，中华人民共和国文学家。

## 生平
1920年，贾祖璋毕业于浙江省第一师范学校，师从陈望道、夏丏尊，后在家乡当教师。1924年，进入上海商务印书馆，在模型标本部从事生物标本制作，开始研究生物学。1930年11月，贾祖璋由商务印书馆标本厂提拔到编译所博物部任编辑。1932年一·二八事变，商务印书馆被日军摧毁，贾祖璋失业回乡。同年夏天由同学傅彬然介绍到开明书店任编辑，八·一三事变后，上海被日军侵占，贾祖璋被迫离沪回乡并转到桂林等地。抗日战争结束后，他返回上海继续任职开明书店编辑，直至1952年书店与青年出版社合并为中国青年出版社。
此后，他在中国青年出版社和科学普及出版社任编辑室主任和副总编辑。曾任中国科普创作协会副理事长。1988年7月3日，贾祖璋病逝。

## 著作
贾祖璋创作了大量生物小品，后来陆续结集出版，如《鸟与文学》、《动物珍话》、《碧血丹心》、《性命的韧性》、《贾祖璋科普创作选集》，共二十集。